# アレクサンデル3世 (ローマ教皇)
アレクサンデル3世（Alexander III, 1105年? - 1181年8月30日）は、シエーナ（イタリア）生まれのローマ教皇（在位：1159年 - 1181年）。パリのノートルダム聖堂の礎石を築いた。

## 概要
14世紀の記録ではバンディネリ家の出身とされるが、確かではない。12世紀の教会法学者および神学者であるロランドゥスと同一人物だとされていたが、近年同一人物ではないことが主張されている。ロランドゥスが著した注釈書（StromaまたはSumma Magistri Rolandi）はグラティアヌス教令集に対するものとしてはもっとも古い注釈書の1つであり、その文体にはピエール・アベラールの影響が見られる。
1150年10月、エウゲニウス3世 (1145年 - 1153年) によってサンティ・コズマ・エ・ダミアーノ聖堂の助祭枢機卿に任命され、その後ローマのサンマルコ大聖堂の司祭枢機卿となった。1153年、教皇庁尚書院長の職に就き、枢機卿の先頭に立ってフリードリヒ1世 (1152年 - 1190年) に対抗した。ベネヴェント条約締結時には交渉役を務め、ローマとシチリア王国間に和平を取り戻した。
1159年9月7日、ハドリアヌス4世 (1154年 - 1159年) の後継者として教皇に指名された。一部の少数派枢機卿が司祭枢機卿オッタビオを推し、オッタビオは対立教皇ウィクトル4世 (1159年 - 1164年) として立つことになった。ウィクトル4世とその後継者たちである対立教皇のパスカリス3世 (1164年 - 1168年)、カリストゥス3世 (1168年 - 1178年) はいずれも神聖ローマ帝国の支持を受けたが、1176年のレニャーノの戦いで帝国が敗れると、フリードリヒ1世は1177年に結ばれたヴェネツィア条約でようやくアレクサンデル3世を教皇と認めた。対立教皇が立てられていた間、アレクサンデル3世は2度にわたってローマを追われた。一度目の1162年には捕われたあげくにオドネ・フランジパーネによって1165年11月23日までカンパニアへと流された。二度目は1167年で、このときはフランスやガエータ、ベネヴェント、アナーニ、ヴェネツィアを渡って回った。ヴェネツィア条約締結後の1178年3月12日、アレクサンデル3世はローマへの帰還を果たした。

## 業績

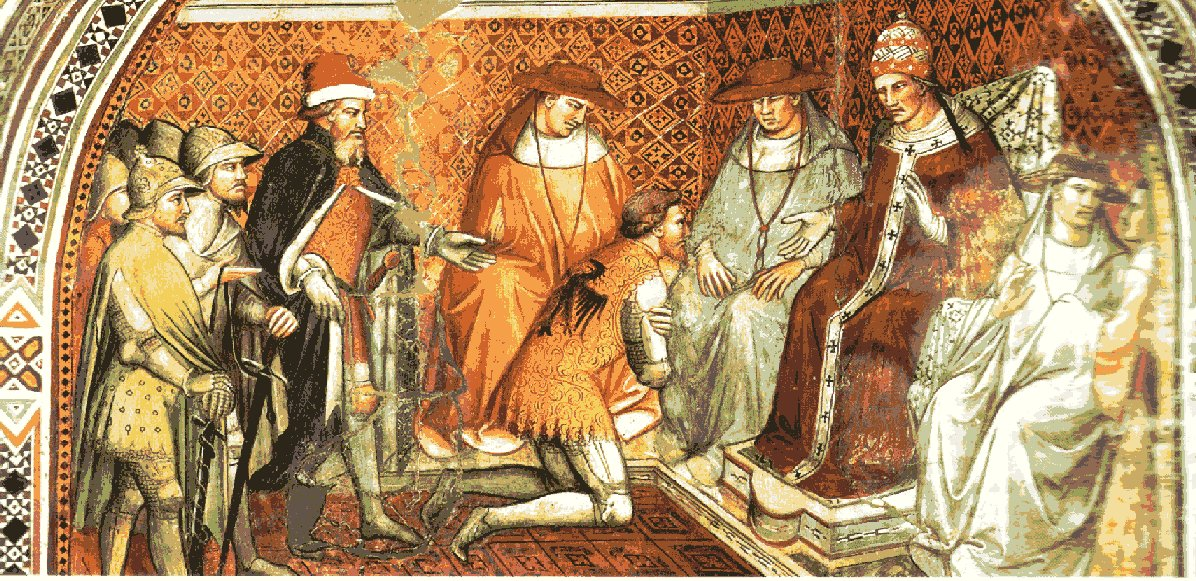
フリードリヒ1世の教皇アレクサンデル3世に対する服従を描いたシエナのパラッツォ・プッブリコにあるフレスコ画。（スピネロ・アレティーノ作。）

アレクサンデル3世はバルト海より東の地域への布教に力を注いだ最初の教皇である。1165年、親密な関係であったルンドの大主教エスキルがベネディクト会の僧フルコをエストニアの主教に指名した。1171年には、フィンランドにおける教会関連の諸問題としてフィン人の僧侶に対する迫害や、戦争時以外には神を重んじない傾向に取り組む初めての教皇となった。
1179年3月には第3ラテラン公会議を開催した。さまざまな教会改善策がこの公会議を通して実施されたが、中でも教皇になるための条件として枢機卿の3分の2以上から推薦を受けることを法制化した点が大きい。この規定は1996年にわずかな修正が行われた以外にはまったく変更されていない（1996年の修正では、30回の投票で誰も3分の2以上の推薦が得られなかった場合には過半数の決選投票を実施するものとした）。この公会議がアレクサンデル3世の頂点であったといえる。

## 諸侯との関係
フリードリヒ1世を敗北に追いやったほか、アレクサンデル3世は自身と非常に近い関係であったトマス・ベケットの殺害事件の責任を取る形でイングランド王ヘンリー2世を服従させた。1172年にはヘンリー2世のアイルランド卿としての立場を認めた。また、ポルトガル王アフォンソ1世の戴冠を認め、ローマからの逃避期間中にはフランス王ルイ7世の保護を受けた。それにもかかわらず、アレクサンデル3世は1179年の公会議後まもなくまたもローマを追われ、以後二度と戻ることはなかった。一部の貴族が同年9月29日に対立教皇インノケンティウス3世 (1179年 - 1180年) を立てるに至ったが、アレクサンデル3世は思慮深く金銭を使って権力を取戻し、1180年1月に対立教皇の廃位に成功している。1181年、アレクサンデル3世はスコットランド王ウィリアム1世を破門し、スコットランドに対して聖務禁止処分を課した。
アレクサンデル3世は1181年8月30日、チーヴィタ・カステッラーナで没した。